# GNPC Building
Das GNPC building (auch Petroleum House) im westafrikanischen Staat Gambia ist seit seiner Errichtung und Eröffnung Anfang August 2016 mit 32 Metern das höchste Gebäude im Land.

## Lage und Beschreibung
Es ist damit höher als die bisher als höchsten Gebäude bezeichneten Bauwerke, beispielsweise das Sankung Sillah building, der Firmensitz der Sankung Sillah & Sons in Serekunda und auch das achtstöckige FutureElec building in Kotu. Es wird aber überragt vom 35 m hohen Arch 22. Das GNPC building liegt an der Coastal Road, Ecke Senegambia Highway an der nördlichen Seite des Brusubi Roundabout (auch als Turntable Brusubi bekannt).
Nutzer des Gebäudes ist die Gambia National Petroleum and Energy (GNPC), der staatlichen Erdölgesellschaft Gambias. Gebaut wurde das 232.686.710 Dalasi teure Projekt (umgerechnet rund 5,0 Millionen Euro) von der chinesischen Guangxi International Construction Engineering Corp, die auch ein Büro in Banjul betreiben. Der Vertrag zur Errichtung wurde im April 2013 unterzeichnet.
Das Gebäude verfügt über neun Etagen, nicht eingerechnet darin das Erdgeschoss und der Helikopter-Landeplatz auf dem Dach. Die erste Etage ist mit einer Cafeteria und einer kleinen Küche versehen. Die zweite Etage unter anderem mit einem Auditorium, ein Ausstellungsraum und ein Tagungsraum und sechs Büros. Die Etagen 3 bis 7 werden jeweils für Büros verwendet. Die sechste Etage ist für das Management der GNPC vorbehalten. Auf den Etagen sieben und acht die Verwendung für das Gambia Ministry of Petroleum and Energy vorbehalten. Insgesamt hat das Bürogebäude vier Tagungsräume, ein Konferenzraum und ein Sitzungssaal. Die komplette Nutzfläche wird mit 6000 m² angegeben.